# NGC 1285
NGC 1285 је спирална галаксија у сазвежђу Еридан која се налази на NGC листи објеката дубоког неба.
Деклинација објекта је - 7° 17' 51" а ректасцензија 3h 17m 53,4s. Привидна величина (магнитуда) објекта NGC 1285 износи 12,8 а фотографска магнитуда 13,6. NGC 1285 је још познат и под ознакама MCG -1-9-26, IRAS 03154-0728, PGC 12259.